# زمین‌لرزه ۲۰۰۱ چین
زمین‌لرزه چین  در تاریخ ۱۴ نوامبر ۲۰۰۱ میلادی، برابر با ‎۲۳ آبان ۱۳۸۰، ساعت ۹:۲۶:۱۰ به زمان یوتی‌سی در چین ، منطقه بین چینگهای و سین‌کیانگ رخ داد. ژرفای این زلزله ۱۵ کیلومتر بود، و بزرگی آن ۷٫۸ در مقیاس Mw اعلام شده‌است. زمین‌لرزه به وقت محلی در روز چهارشنبه، ساعت ۱۷ روی داده و منطقه زمانی آن یوتی‌سی +۸ بوده‌است .
سازمان زمین‌شناسی آمریکا نیز رومرکز این زمین‌لرزه را در مختصات ۳۵°۵۶′۴۶″شمالی ۹۰°۳۲′۲۸″شرقی / ۳۵٫۹۴۶°شمالی ۹۰٫۵۴۱°شرقی و ژرفای آنرا در ۱۰ کیلومتر گزارش کرده‌است. بزرگی برگزیدهٔ این سازمان از میان بزرگیهای محاسبه‌شدهٔ مختلف ۷٫۸ در مقیاس Mw بوده و از دید اثر، در میان چهار دسته‌بندی «نامحسوس»، «محسوس»، «زیان‌آور» یا «با تلفات»، زلزله را «زیان‌آور» اعلام کرده‌است.
پروژهٔ «تنسور گشتاور مرکزوار» زاویه‌های (راستا، شیب، ریک) گسل سازندهٔ زمین‌لرزه و صفحه عمود بر آنرا (°۹۴، °۶۱، °۱۲-) یا (°۱۹۰، °۸۰، °۱۵۰-) و نوع گسل را «امتدادلغز» فرارسانده‌است.